# Betonvereniging
De Betonvereniging is een Nederlands kennisinstituut dat zich richt op kennisontwikkeling en professionalisering binnen de betonbouwsector. De vereniging vormt een landelijk platform voor professionals, bedrijven en onderwijsinstellingen die betrokken zijn bij het ontwerpen, vervaardigen, toepassen en onderhouden van betonconstructies. Door het stimuleren van samenwerking tussen wetenschap, onderwijs en praktijk bevordert de Betonvereniging de kwaliteit, veiligheid en duurzaamheid van betonconstructies in Nederland.

## Geschiedenis
De Betonvereniging werd opgericht in 1927 vanuit de Betonbond met als doel het stimuleren van kennisuitwisseling en innovatie in de betonbouw. Sinds haar oprichting heeft zij zich ontwikkeld tot een invloedrijke organisatie binnen de Nederlandse bouw- en infrasector. Gedurende haar bestaan heeft de vereniging bijgedragen aan de totstandkoming van normen, richtlijnen, opleidingen en het versterken van het constructeursvak.

### Eerste vrouwelijke lid
In 1935 trad Riné Boeree toe als eerste vrouwelijke lid van de Betonvereniging. Boeree was actief als constructeur en pionier voor vrouwen binnen de civiele techniek in Nederland. Haar lidmaatschap markeerde een belangrijke stap in de inclusie binnen de beroepsgroep.

## Doelstellingen
De Betonvereniging streeft onder meer de volgende doelen na:
- Bevorderen van deskundigheid en vakmanschap in de betonbouw.
- Ondersteunen van de ontwikkeling en toepassing van innovatieve technologieën.
- Faciliteren van kennisdeling via publicaties, onderwijs en evenementen.
- Bevorderen van samenwerking en kennisdeling over het vakgebied.

## Organisatie
De Betonvereniging is georganiseerd als een vereniging en wordt bestuurd door een dagelijks bestuur, bijgestaan door diverse commissies en werkgroepen. Het bestuur is verantwoordelijk voor de strategische koers, het financieel beheer en de uitvoering van de doelstellingen van de vereniging. De operationele aansturing ligt bij een directeur, die leiding geeft aan het verenigingsbureau. De dagelijkse organisatie ligt bij de medewerkers van dit bureau.
Het bestuur bestaat doorgaans uit vertegenwoordigers van verschillende geledingen binnen de betonbouw, waaronder advies- en ingenieursbureaus, aannemers, producenten van betonproducten, onderwijsinstellingen en opdrachtgevers. Deze multidisciplinaire samenstelling moet zorgen voor brede vertegenwoordiging van belangen en expertise binnen de sector.
De organisatie hecht belang aan onafhankelijke kennisdeling en legt verantwoording af via jaarverslagen en de jaarlijkse ALV.

## Activiteiten

### Opleidingen en cursussen
De Betonvereniging organiseert diverse opleidingen, van mbo- tot post-hbo-niveau, op het gebied van Cement- en Betontechnologie, Duurzaamheid en Circulariteit, Onderhoud en Reparatie, Ontwerp en Constructie, Werkvoorbereiding en Uitvoering. Deze cursussen bieden kennis over zaken als betonconstructies, rekenmethodes, duurzaamheid en uitvoeringstechniek. 
De Betonvereniging biedt voor Nederland de opleidingen aan tot Betonlaborant, Metselmortellaborant, Toeslagmaterialenlaborant Betontechnoloog, Betontechnologisch Adviseur en Betononderhoudskundige.
Ook voor nascholingen kunnen betontechnologen, betonlaboranten, metselmortellaboranten, toeslagmaterialenlaboranten, betononderhoudskundigen en projectleiders betonreparatie terecht bij de Betonvereniging.

### Evenementen
Een van de belangrijkste evenementen is het Beton Event (voorheen: Betondag), sinds 1958 een jaarlijks congres waar professionals uit de gehele betonsector samenkomen. Tijdens deze dag worden onder andere prijsuitreikingen, lezingen en projectpresentaties gehouden. Voor studenten van mbo, hbo en wo is er de Beton Experience. 
Naast dit jaarlijkse evenement organiseert de Betonvereniging verschillende kleinere evenementen voor professionals, zoals Beton Cafés, webinars (Studio Beton) en Communities of Practice. Voor studenten is er verder nog de BetonKanoRace.

### Betonprijs[9]
De Betonprijs is een tweejaarlijkse onderscheiding voor innovatieve en toonaangevende betonprojecten in Nederland. De prijs wordt sinds 1979 toegekend door de Betonvereniging en geldt als een van de belangrijkste architectonisch-technische prijzen binnen de Nederlandse bouwsector. De prijs kent verschillende categorieën, waaronder bestaande bouw, woningbouw, utiliteitsbouw en duurzaamheid.

### Constructeursregister[10]
De Betonvereniging is nauw betrokken bij het Constructeursregister, een nationaal kwaliteitsregister voor constructeurs. Dit register borgt de vakbekwaamheid van constructeurs op verschillende niveaus (registerconstructeur en registerontwerper) en bevordert de professionele standaard van het vakgebied. Het Constructeursregister is mede tot stand gekomen in samenwerking met andere brancheorganisaties zoals VNconstructeurs.

## Samenwerkingen

### BV/BmS (met Bouwen met Staal)
Onder de gezamenlijke vlag van Stichting BV/BmS werkt de Betonvereniging sinds 2019 intensief samen met de stichting Bouwen met Staal. Deze samenwerking heeft als doel om kennisdeling en integratie van staal- en betonconstructies te bevorderen. Gezamenlijke activiteiten zijn met name de opleidingen gericht op constructieve ontwerpdisciplines.

### Internationaal[12]
Internationaal is de Betonvereniging actief binnen organisaties zoals de fib (Fédération internationale du béton) en het ESCN (European Concrete Societies Network) waarin zij samenwerkt met zusterverenigingen en academische instellingen op het gebied van betononderzoek, standaardisatie en technische ontwikkeling. Leden van de vereniging nemen deel aan werkgroepen, commissies en congressen van de fib, waarmee Nederlandse kennis en ervaring wordt ingebracht in de internationale betondiscussie.
De vereniging vertegenwoordigt tevens Nederlandse belangen in Europese normalisatieprojecten en draagt bij aan kennisoverdracht via conferenties en internationale netwerken.

### Nationaal
De Betonvereniging onderhoudt nauwe banden met diverse nationale partners. In Nederland wordt samengewerkt met organisaties zoals Betonhuis, Cement&BetonCentrum en diverse hogescholen en universiteiten. Deze samenwerkingen richten zich onder meer op normontwikkeling, onderzoek, onderwijsontwikkeling en praktijkgerichte innovaties.

### Studieverenigingen[13]
De Betonvereniging is nauw verbonden met vier gespecialiseerde studiegroepen die opereren als zelfstandige kennisnetwerken binnen de constructieve sector. Deze groepen richten zich op actuele thema’s in betontechniek, duurzaamheid, ontwerp en innovatie. De studiegroepen organiseren studiedagen, publiceren vakinformatie en bieden een platform voor uitwisseling tussen professionals uit ontwerp, uitvoering, onderwijs en industrie.

#### Stutech[14]
Stutech is een netwerk voor constructieve ingenieurs met als missie het stimuleren van vakinhoudelijke ontwikkeling in het constructeursvak. De groep organiseert vier keer per jaar studiedagen over uiteenlopende onderwerpen zoals faalmechanismen, detaillering, Eurocode-ontwikkeling, parametrisch ontwerpen en constructieve veiligheid. Stutech richt zich op de wisselwerking tussen praktijk, beleid en wetenschap, en werkt samen met partijen zoals de Betonvereniging, Bouwen met Staal, KIVI en het Constructeursregister.

#### Stumico[15]
Stumico is gericht op digitalisering, informatiebeheer en technologie in de bouwsector. Hoewel de naam oorspronkelijk verwijst naar milieu en constructie, ligt de focus tegenwoordig op thema’s als BIM, datakwaliteit, keteninformatisering en digital twins. De groep organiseert jaarlijks meerdere bijeenkomsten en een congres, en trekt een breed netwerk van ontwerpers, leveranciers, opdrachtgevers en softwareontwikkelaars aan. Stumico fungeert als verbindend platform binnen de digitale transformatie van de gebouwde omgeving.

#### Stufib[16]
Stufib bevordert de toepassing en kennisontwikkeling rond vezelversterkt beton (fibre reinforced concrete, FRC). De groep richt zich op zowel constructieve als niet-constructieve toepassingen, met aandacht voor materiaalgedrag, ontwerpprincipes, rekenregels en normen. Stufib organiseert studiedagen, ontwikkelt handreikingen en stimuleert praktijktoepassingen in onder meer tunnelsegmenten, industriële vloeren en prefab elementen. De groep bestaat uit experts uit industrie, adviesbureaus, universiteiten en overheden.

#### Stubeco[17]
Stubeco is een forum voor constructeurs en ontwerpers met belangstelling voor het betonconstructieve ontwerp in relatie tot esthetiek, duurzaamheid en maakbaarheid. De studiegroep organiseert jaarlijks lezingen, excursies en studiedagen over actuele thema’s zoals integraal ontwerpen, architectonisch beton en de rol van de constructeur in het ontwerpproces. StuBbco stimuleert vakinhoudelijke reflectie op het grensvlak van techniek, creativiteit en uitvoeringspraktijk.

## Lidmaatschap[18]
Het lidmaatschap van de Betonvereniging staat open voor individuen, bedrijven en instellingen. Leden hebben toegang tot vakliteratuur, korting op opleidingen en evenementen en de mogelijkheid om deel te nemen aan werkgroepen en commissies. Studenten van mbo-, hbo- of wo-instellingen kunnen twee jaar lang gratis lid zijn.
Hoewel exacte aantallen per jaar kunnen variëren, bestaat de achterban van de Betonvereniging uit enkele duizenden professionals, verdeeld over honderden bedrijven en instellingen in Nederland. Daarmee vertegenwoordigt de vereniging een significant deel van de kennisinfrastructuur in de Nederlandse betonbouw.

## Certificering

### Van de organisatie
Sinds december 2024 bezit de Betonvereniging het NRTO-keurmerk. Het NRTO-keurmerk wordt afgegeven door de Nederlandse Raad voor Training en Opleiding (NRTO), de branchevereniging voor private opleiders. Leden van de NRTO zijn organisaties die zich houden aan strenge kwaliteitscriteria over onderwijskwaliteit, professionaliteit en de wensen van deelnemers. 

### Van cursisten
De Betonvereniging geeft branche-erkende certificaten en diploma's af. Zo worden de opleidingen en cursussen van de Betonvereniging genoemd in verschillende BRL's (Beoordelingsrichtlijnen) als eis of voorwaarde voor het uitvoeren van bepaalde werkzaamheden.